# Sœurs hospitalières de la Miséricorde
Les sœurs hospitalières de la Miséricorde (en latin : Congregatio Sororum a Misericordia pro Infirmis) forment une congrégation religieuse hospitalière de droit pontifical.

## Historique
Sous le pontificat du pape Pie VII, Thérèse Orsini (1788-1829) fonde le 16 mai 1821 à Rome une communauté de quatre infirmières dans l'hôpital du Saint-Sauveur a Sancta Sanctorum. Le pape Léon XII érige la pieuse union en congrégation le 3 janvier 1826 et accorde aux religieuses de pouvoir offrir leur service dans tous les hôpitaux de Rome. 
Les constitutions de la congrégation sont approuvées par Léon XII le 11 juillet 1827 et l'institut est approuvé par le pape Grégoire XVI le 29 septembre 1831. 
Marie Raphaëlle Cimatti, sœur de cette congrégation, est béatifiée par le pape Jean-Paul II en 1996. 

## Activités et diffusion
Les hospitalières se consacrent aux soins des malades et sont également actives dans les pays de mission. 
Elles sont présentes en : 
- Europe : Italie, Pologne, Suisse.
- Amérique :  Argentine, États-Unis.
- Afrique : Cameroun, Madagascar, Nigéria.
- Asie : Inde, Philippines.

La maison généralice est à Rome. 
En 2017, la congrégation comptait 397 sœurs dans 66 maisons.